# フィルス (通貨)
フィルス (فلس fils) は、補助通貨単位。複数形（フィルース、フルース فلوس）が「お金」という意味で、エジプトや北アフリカの口語アラビア語で使われている。
なお、フィルスは単数形であり、フィル (fil) の複数形ではない。複数形はフルース (فلوس fuloos)。

## 各国のフィルス
- 1 バーレーン・ディナール = 1000 フィルス
- 1 イラク・ディナール = 1000 フィルス
- 1 ヨルダン・ディナール = 1000 フィルス
- 1 クウェート・ディナール = 1000 フィルス
- 1 UAEディルハム = 100 フィルス
- 1 イエメン・リアル = 100 フィルス